# طواف تركيا 2016
طواف تركيا 2016 (بالإنجليزية: Tour of Turkey 2016 )‏ هو سباق دراجات هوائية، وهو الموسم رقم 52 من نفس السباق، وأقيم خلال الفترة 24 أبريل 2016، وحتى 1 مايو 2016، وامتدّ لمسافة 1265.7 كيلومتر، وهو أحد سباقات طواف أوروبا للدراجات 2016، وهو من نوع سباق المرحلة، وقد شارك في السباق 123 متسابقاً ووصل إلى نهايته 90 متسابقاً.
فاز فيه بالمركز الأول خوسيه غونكالفس، وبالمركز الثاني ديفيد أرويو، وبالمركز الثالث نيكيتا ستالنوف، والفائز حسب ترتيب السرعة لويس ماس، والفريق الفائز في ترتيب الفرق Caja Rural-Seguros RGA 2016.

## الفرق
| فرق عالمية (2)- Lampre-Merida - Lotto-Soudal فرق قارية محترفة (8)- كاجا رورال-سيغوروس 2016 ‏ - CCC Development Team ‏ - ديلكو ‏ - UniFunvic–Pindamonhangaba ‏ - نيبو-فيني فانتيني-يوربا أوفيني ‏ - Akros–Excelsior–Thömus ‏ - ويلير تريستينا-سيل إيطاليا ‏ - Verva ActiveJet ‏ فرق قارية (6)- Alpha Baltic–Maratoni.lv ‏ - Astana City ‏ - أدفاريكس هرينكو سيلينج 2016 ‏ - باركهوتل فالكنبورغ 2016 ‏ - توركو سيكارسبوش 2016 ‏ - Trevigiani Phonix–Hemus 1896 ‏ |  |
| |  |

## المراحل
| قائمة المراحل | قائمة المراحل | قائمة المراحل           | قائمة المراحل      | قائمة المراحل | قائمة المراحل       | قائمة المراحل       |
| المرحلة       | التاريخ       | الدورة                  |                    | المسافة (كم)  | الفائز بالمرحلة     | القائد العام        |
| ------------- | ------------- | ----------------------- | ------------------ | ------------- | ------------------- | ------------------- |
| 1             | 24 أبريل      | إسطنبول – إسطنبول       | مرحلة جبلية        | 129.2         | Przemysław Niemiec ‏ | Przemysław Niemiec ‏ |
| 2             | 25 أبريل      | كبادوكيا – كبادوكيا     | مرحلة جبلية متوسطة | 154.1         | بيلو بلباو          | Przemysław Niemiec ‏ |
| 3             | 26 أبريل      | آق سراي – قونية         | مرحلة جبلية        | 158.9         | أندريه جريبيل       | بيلو بلباو          |
| 4             | 27 أبريل      | Seydişehir ‏ – ألانيا    | مرحلة جبلية        | 187           | ساشا مودولو         | بيلو بلباو          |
| 5             | 28 أبريل      | ألانيا – Kemer, Burdur ‏ | مرحلة مستوية       | 189.3         | ياكوب ماريكزكو      | بيلو بلباو          |
| 6             | 29 أبريل      | قومليجة – ناحية ألمالي  | مرحلة جبلية        | 116.9         | خايمي غارسيا        | خوسيه غونكالفس      |
| 7             | 30 أبريل      | فتحية – مرماريس         | مرحلة جبلية        | 128.6         | ساشا مودولو         | خوسيه غونكالفس      |
| 8             | 1 مايو        | مرماريس – سلجوق         | مرحلة جبلية        | 201.7         | ياكوب ماريكزكو      | خوسيه غونكالفس      |

## الفائزون
| الترتيب       | الفائز                 |
| ------------- | ---------------------- |
| الفائز        | خوسيه غونكالفس         |
| الثاني        | ديفيد أرويو            |
| الثالث        | نيكيتا ستالنوف         |
| حسب النقاط    | مانويل بيليتي          |
| تسلق الجبل    | Przemysław Niemiec ‏    |
| سباقات السرعة | لويس ماس               |
| الفريق        | Caja Rural-Seguros RGA |

## وصلات خارجية
- الموقع الرسمي
- طواف تركيا 2016 على موقع إحصائيات الدراجات الإحترافية (الإنجليزية)